# Lygistorrhina cinciticornis
Lygistorrhina cinciticornis är en tvåvingeart som beskrevs av Edwards 1926. Lygistorrhina cinciticornis ingår i släktet Lygistorrhina och familjen Lygistorrhinidae. Inga underarter finns listade i Catalogue of Life.